# M. Night Shyamalan Foundation
Die M. Night Shyamalan Foundation (MNS Foundation) ist eine im Oktober 2001 von dem Regisseur M. Night Shyamalan und seiner Frau Bhavna Shyamalan gegründete Stiftung, die sich das Ziel gesetzt hat, Armut und soziale Ungerechtigkeiten zu bekämpfen. Die Organisation ist überregional aktiv z. B. in Afrika, Mittelamerika oder Indien. Exekutivdirektor ist seit 2016 Danielle Wolfe. Die MNS Foundation wurde als privatnützige Stiftung (private non-operating foundation) eingestuft; Ende 2018 verfügte die Stiftung über ein Vermögen von 552.200 US-Dollar, die Einkünfte beliefen sich 2018 auf 808.000 US-Dollar, davon waren 642.000 US-Dollar Spenden.

## Ziele
Die Stiftung „unterstützt Nachwuchsführungskräfte dabei, durch ihre Arbeit Barrieren aufzubrechen, die durch Armut und soziale Ungerechtigkeit in ihren Kommunen entstehen.“ Durch die Förderung dieser Führungskräfte, die die Stärke, den Charakter und die kulturelle Kompetenz besitzen, ihre Vision zu verwirklichen, werden die Gemeinden in ihrer Entwicklung gestärkt.